# Port lotniczy Al-Minhad
Port lotniczy Al-Minhad (ICAO: OMDM) – port lotniczy położony w mieście Dubaj, w emiracie o tej samej nazwie, w Zjednoczonych Emiratach Arabskich. Używany do celów wojskowych.